# V363 Большой Медведицы
V363 Большой Медведицы (лат. V363 Ursae Majoris) — двойная затменная переменная звезда типа W Большой Медведицы (EW) в созвездии Большой Медведицы на расстоянии приблизительно 3067 световых лет (около 940 парсеков) от Солнца. Видимая звёздная величина звезды — от +14,05m до +13,75m. Орбитальный период — около 0,3791 суток (9,0982 часов).